# سيفيرينيا زيمليا
سيفيرينيا زيمليا ((الروسية: Се́верная Земля́)، الأراضي الشمالية) هي أرخبيل في منطقة القطب الشمالي الروسية. وتقع قبالة البر الرئيسي لشبه جزيرة تايميار في سيبيريا عبر مضيق فيلكيتيسكي. وهذا الأرخبيل يفصل بين البحرين الهامشيين للمحيط المتجمد الشمالي، بحر كارا في الغرب وبحر لابتيف في الشرق.
وتم اكتشاف سيفيرينيا زيمليا في عام 1913م وتم رسم خريطة لها لأول مرة خلال الفترة من 1930م إلى 1932م، الأمر الذي جعلها آخر أرخبيل يتم اكتشافه على الأرض. وسياسيًا، يُعتبر الأرخبيل جزءًا من المنطقة الروسية كراسنويارسك كراي، ولكنه غير مأهول بالبشر باستثناء قاعدة القطب الشمالي.
ويبرز الأرخبيل فيما يتعلق بالانكماش المستمر على مدى عدة سنوات للغطاء الجليدي الدائم للقطب الشمالي. وحتى وقت قريب، كانت الجزر جزءًا من أوراسيا التي ظلت تحت قبضة الجليد حتى في أبسط أحجامه أثناء أواخر موسم الذوبان الصيفي، الأمر الذي يعرقل الممر الشمالي الغربي بين المحيط الأطلسي والمحيط الهادئ. وفي أواخر صيف عام 2012م، بلغ الجليد الدائم مستوى منخفضًا بشكل قياسي ويمكن العثور على مياه مفتوحة شمال الأرخبيل.

## وصلات خارجية
- Oceandots – Severnaya Zemlya
- Arctic photos of Severnaya Zemlya by Ólafur Ingólfsson
- List of islands (Russian language)
- Geology of the Severnaya Zemlya Archipelago and the North Kara Terrane in the Russian high Arctic[وصلة مكسورة]
- Glacial and Environmental History of Severnaya Zemlya, Siberian High Arctic, During the Last> 130,000 years
- On renaming of the islands نسخة محفوظة 25 يونيو 2021 على موقع واي باك مشين.